# 周應秋
周應秋（1564年—1629年），字茂實，號春臺，南直隸鎮江府金壇縣人，明朝政治人物。

## 生平
嘉靖四十三年甲子七月十五日（官年）生。治春秋。萬曆十六年（1588年）戊子科應天鄉試第一名舉人（解元），二十三年（1595年）乙未科會試第六十三名，廷試三甲第五十三名進士。都察院觀政，六月授浙江崇德縣知縣，二十四年丁憂，二十九年（1601年）補任直隸任丘縣知縣，三十三年（1605年）升吏部驗封司主事，三十五年（1607年）七月升員外郎，四十年（1612年）九月升吏部文選司郎中，四十五年（1617年）五月升太常寺少卿。四十七年（1619年）七月任都察院右副都御史、巡撫南贛，天啟元年（1621年）十月升大理寺卿，三年（1623年）二月升工部左侍郎。
天啟三年（1623年）為避東林，謝病去職。四年（1624年）冬魏忠賢起其為南京刑部左侍郎，五年（1625年）正月召拜刑部添註尚書，十二月改都察院左都御史，六年（1626年）七月升吏部尚書，七年（1627年）八月加太子太師。崇禎元年（1628年）五月入逆案，二年（1629年）遣戍死。

## 事跡
周应秋投靠魏忠贤，“十狗”之一。他得知魏良卿嗜食煨蹄，每当魏良卿到他家里，他必以煨蹄款待，大得魏良卿欢心，時稱“煨蹄鬻憲”。
周应秋任吏部尚書時，公開卖官鬻爵，按官职大小索价，每天收入贿银一万两，被称为“周日万”。

## 家族
曾祖周潜。祖周臬，恩例冠带。父周于德，冠带生员。母王氏。具庆下。弟廷侍（甲午舉人）、珍侍、泰峙、召诗、仕特、维持、士琦。
三位弟弟周廷侍、周泰峙、周維持均成進士，周泰峙之子周鑣、弟弟周召詩之子周銓、周鍾在崇禎年間成進士。